# Catedral de la Immaculada Concepció (Hong Kong)
La Catedral de la Immaculada Concepció (en xinès: 聖母無原罪主教座堂) és una església de finals del segle xix, que serveix com a catedral de la diòcesi catòlica de Hong Kong al sud de la Xina. És la seu del bisbe diocesà, actualment el cardenal John Tong Hon. La catedral és una de les dues al territori de Hong Kong, sent l'altra la catedral anglicana de Sant Joan. Està oberta tots els dies. Es tracta d'un edifici de grau I de tipus històric. La primera catedral catòlica de Hong Kong va ser construïda en 1843 en l'encreuament del Carrer Pottinger i el Carrer Wellington, i va ser destruïda en un incendi en 1859. La catedral va ser reconstruïda, però va ser seleccionat un indret diferent.